# Oudkarspel
Oudkarspel is een dorp in de gemeente Dijk en Waard, in de Nederlandse provincie Noord-Holland.

## Geschiedenis
Oudkarspel maakt deel uit van de dorpenstad Langedijk, die in 1415 stadsrechten kreeg. Oudkarspel was van 1810 tot 1941 een zelfstandige gemeente. Oudkarspel is het noordelijkste dorp van de gemeente Langedijk.
De plaats is ontstaan tussen 950 en 1000. Het lag toen ten noorden van moerasgebied, met een (moeras)woudgebied. Ten zuiden van dit gebied lag toen nog het dorp Vronen, tegenwoordig ligt daar nu Sint Pancras. De plaatsnaam komt in 1094 voor als Aldenkercha, in 1289 als Outkerspel, in 1396 als Oudekerpsel en in 1745 als Oudt Carspel. De oudste vorm duidt erop dat de plaats lag bij de oude kerk. De plaatsnaam is waarschijnlijk ontstaan nadat de dijk, de langedijk genaamd, was aangelegd en daar nieuwe kernen met kerken ontstonden. Wat dan de oorspronkelijke duiding was, weet men niet. In de latere vorm duidt de plaats wat specifieker als het oude kerkdorp.
De oorlog van de Bataafse Revolutie/Frans-Bataafse tijd veroorzaakte veel schade in Oudkarspel. Zo werd het kasteel van de ambachtsheer stuk geschoten. In 1799 werd het rechthuis verwoest vanwege oorlogshandelingen tussen de Fransen en de Britten tijdens de Engelse invasie, waarbij de Britten versterking kregen van de Russen. In 1808 werd het rechthuis herbouwd in de huidige stijl. Het is tegenwoordig een museum en de zetel van de stichting Langedijker Verleden. Het verwoeste rechthuis was overigens niet het oorspronkelijke rechthuis. Dit stamde namelijk uit 1618 en deze werd in 1714 vervangen door een ander rechthuis.
Van de kerk in het dorp, de Allemanskerk (of Oude Sint Maartenskerk), dateren de oudste resten uit de 11e eeuw. De kerk werd in 1868 grondig gerestaureerd maar in 1969 werd de kerk door brand verwoest. De kerk is in 1970 voor het grootste gedeelte herbouwd, dankzij geldelijke steun bijeengebracht door de gehele bevolking van Oudkarspel. Sindsdien staat de kerk bekend als 'Allemanskerk'. De spits van de kerktoren werd bij de laatste restauratie doelbewust weggelaten omdat de Rijksmonumentendienst verlangde dat de kerktoren moest worden teruggebracht in de situatie van vóór de 19e-eeuwse verbouwing, zoals de kerk eruitzag op oude afbeeldingen. Oorspronkelijk had de toren weliswaar een spits, maar deze ging in 1621 verloren door blikseminslag.

## Geboren
- Klaas Boot sr. (1897-1969), turner
- Laurens Bogtman (1900-1969), baritonzanger
- Wim Kos (1904-1930), schaatser
- Rie Kooyman (1910-1984), graficus, aquarellist, illustrator, wandschilder en boekbandontwerper
- Marijke Hoving (1925), actrice en cabaretière.
- Ronald Schröer (1984), atleet
- Daphne van Domselaar (2000), voetbalkeepster